# Open 13 2011 - Qualificazioni singolare
Le qualificazioni del singolare  dell'Open 13 2011 sono state un torneo di tennis preliminare per accedere alla fase finale della manifestazione. I vincitori dell'ultimo turno sono entrati di diritto nel tabellone principale. In caso di ritiro di uno o più giocatori aventi diritto a questi sono subentrati i lucky loser, ossia i giocatori che hanno perso nell'ultimo turno ma che avevano una classifica più alta rispetto agli altri partecipanti che avevano comunque perso nel turno finale.

## Giocatori

### Teste di serie
1. Michail Kukuškin (primo turno)
2. Gō Soeda (ritirato)
3. Édouard Roger-Vasselin (qualificato)
4. Julian Reister (primo turno)

1. Jurij Ščukin (secondo turno)
2. Conor Niland (primo turno)
3. Stéphane Bohli (qualificato)
4. Vincent Millot (secondo turno)

### Qualificati
1. Thomas Schoorel
2. Andrej Kumancov

1. Édouard Roger-Vasselin
2. Stéphane Bohli

## Tabellone

### Legenda
| - Q = Qualificato - WC = Wild card - LL = Lucky loser | - ALT = Alternate - SE = Special Exempt - PR = Protected Ranking | - w/o = Walkover - r = Ritirato - d = Squalificato |

### Sezione 1
|  | Primo turno        | Primo turno        | Primo turno        | Primo turno | Primo turno |  |  | Secondo turno      | Secondo turno      | Secondo turno      | Secondo turno   | Secondo turno   |   |   | Ultimo turno | Ultimo turno | Ultimo turno | Ultimo turno | Ultimo turno |  |
|  |                    |                    |                    |             |             |  |  |                    |                    |                    |                 |                 |   |   |              |              |              |              |              |  |
|  | 1                  | Michail Kukuškin   | 7                  | 4           | 64          |  |  |                    |                    |                    |                 |                 |   |   |              |              |              |              |              |  |
|  |                    | Romain Jouan       | 5                  | 6           | 7           |  |  | Romain Jouan       | Romain Jouan       | Romain Jouan       | 6               | 6               |   |   |              |              |              |              |              |  |
|  | Jan-Lennard Struff | Jan-Lennard Struff | Jan-Lennard Struff | 7           | 7           |  |  | Jan-Lennard Struff | Jan-Lennard Struff | Jan-Lennard Struff | 3               | 3               |   |   |              |              |              |              |              |  |
|  | Grégoire Burquier  | Grégoire Burquier  | Grégoire Burquier  | 63          | 64          |  |  |                    |                    |                    |                 |                 |   |   | Romain Jouan | Romain Jouan | Romain Jouan | 5            | 6(1)         |  |
|  | Thomas Schoorel    | Thomas Schoorel    | Thomas Schoorel    | 6           | 6           |  |  |                    |                    | Thomas Schoorel    | Thomas Schoorel | Thomas Schoorel | 7 | 7 |              |              |              |              |              |  |
|  | Andrej Martin      | Andrej Martin      | Andrej Martin      | 4           | 4           |  |  |                    | Thomas Schoorel    | Thomas Schoorel    | 6               | 6               |   |   |              |              |              |              |              |  |
|  |                    | Florian Reynet     | Florian Reynet     | 2           | 3           |  |  | 8                  | Vincent Millot     | Vincent Millot     | 1               | 4               |   |   |              |              |              |              |              |  |
|  | 8                  | Vincent Millot     | Vincent Millot     | 6           | 6           |  |  |                    |                    |                    |                 |                 |   |   |              |              |              |              |              |  |

### Sezione 2
|  | Primo turno     | Primo turno      | Primo turno      | Primo turno | Primo turno |  |  | Secondo turno | Secondo turno    | Secondo turno    | Secondo turno   | Secondo turno   |   |    | Ultimo turno    | Ultimo turno    | Ultimo turno    | Ultimo turno | Ultimo turno |  |
|  |                 |                  |                  |             |             |  |  |               |                  |                  |                 |                 |   |    |                 |                 |                 |              |              |  |
|  | 2               | Gō Soeda         | 1                | 0           | r           |  |  |               |                  |                  |                 |                 |   |    |                 |                 |                 |              |              |  |
|  |                 | Andrej Kumancov  | 6                | 1           |             |  |  |               | Andrej Kumancov  | Andrej Kumancov  | 6               | 6               |   |    |                 |                 |                 |              |              |  |
|  | WC              | Mathias Bourgue  | Mathias Bourgue  | 1           | 62          |  |  | WC            | Jonathan Hilaire | Jonathan Hilaire | 3               | 2               |   |    |                 |                 |                 |              |              |  |
|  | WC              | Jonathan Hilaire | Jonathan Hilaire | 6           | 7           |  |  |               |                  |                  |                 |                 |   |    | Andrej Kumancov | Andrej Kumancov | Andrej Kumancov | 6            | 7            |  |
|  | Niels Desein    | Niels Desein     | 6                | 68          | 3           |  |  |               |                  | Ruben Bemelmans  | Ruben Bemelmans | Ruben Bemelmans | 4 | 67 |                 |                 |                 |              |              |  |
|  | Ruben Bemelmans | Ruben Bemelmans  | 3                | 7           | 6           |  |  |               | Ruben Bemelmans  | Ruben Bemelmans  | 7               | 6               |   |    |                 |                 |                 |              |              |  |
|  |                 | Evgenij Korolëv  | 7                | 5           | 2           |  |  | 5             | Jurij Ščukin     | Jurij Ščukin     | 5               | 4               |   |    |                 |                 |                 |              |              |  |
|  | 5               | Jurij Ščukin     | 62               | 7           | 6           |  |  |               |                  |                  |                 |                 |   |    |                 |                 |                 |              |              |  |

### Sezione 3
|  | Primo turno         | Primo turno            | Primo turno         | Primo turno | Primo turno |  |  | Secondo turno       | Secondo turno          | Secondo turno          | Secondo turno       | Secondo turno       |   |   | Ultimo turno | Ultimo turno           | Ultimo turno           | Ultimo turno | Ultimo turno |  |
|  |                     |                        |                     |             |             |  |  |                     |                        |                        |                     |                     |   |   |              |                        |                        |              |              |  |
|  | 3                   | Édouard Roger-Vasselin | 63                  | 6           | 6           |  |  |                     |                        |                        |                     |                     |   |   |              |                        |                        |              |              |  |
|  |                     | Marc Gicquel           | 7                   | 1           | 0           |  |  | 3                   | Édouard Roger-Vasselin | Édouard Roger-Vasselin | 6                   | 6                   |   |   |              |                        |                        |              |              |  |
|  |                     | Yannick Mertens        | 6                   | 1           | 7           |  |  |                     | Yannick Mertens        | Yannick Mertens        | 3                   | 1                   |   |   |              |                        |                        |              |              |  |
|  | WC                  | Pierre-Hugues Herbert  | 4                   | 6           | 5           |  |  |                     |                        |                        |                     |                     |   |   | 3            | Édouard Roger-Vasselin | Édouard Roger-Vasselin | 6            | 6            |  |
|  | Nikola Mektić       | Nikola Mektić          | Nikola Mektić       | 65          | 3           |  |  |                     |                        |                        | Alexandre Sidorenko | Alexandre Sidorenko | 3 | 3 |              |                        |                        |              |              |  |
|  | Alexandre Sidorenko | Alexandre Sidorenko    | Alexandre Sidorenko | 7           | 6           |  |  | Alexandre Sidorenko | Alexandre Sidorenko    | 6                      | 68                  | 7                   |   |   |              |                        |                        |              |              |  |
|  |                     | Michael Ryderstedt     | Michael Ryderstedt  | 6           | 6           |  |  | Michael Ryderstedt  | Michael Ryderstedt     | 4                      | 7                   | 63                  |   |   |              |                        |                        |              |              |  |
|  | 6                   | Conor Niland           | Conor Niland        | 4           | 1           |  |  |                     |                        |                        |                     |                     |   |   |              |                        |                        |              |              |  |

### Sezione 4
|  | Primo turno     | Primo turno       | Primo turno     | Primo turno | Primo turno |  |  | Secondo turno    | Secondo turno    | Secondo turno  | Secondo turno  | Secondo turno  |   |   | Ultimo turno | Ultimo turno    | Ultimo turno    | Ultimo turno | Ultimo turno |  |
|  |                 |                   |                 |             |             |  |  |                  |                  |                |                |                |   |   |              |                 |                 |              |              |  |
|  | 4               | Julian Reister    | Julian Reister  | 2           | 5           |  |  |                  |                  |                |                |                |   |   |              |                 |                 |              |              |  |
|  |                 | Maxime Teixeira   | Maxime Teixeira | 6           | 7           |  |  | Maxime Teixeira  | Maxime Teixeira  | 3              | 6              | 6              |   |   |              |                 |                 |              |              |  |
|  | WC              | Antoine Escoffier | 6               | 63          | 2           |  |  | Laurent Rochette | Laurent Rochette | 6              | 1              | 3              |   |   |              |                 |                 |              |              |  |
|  |                 | Laurent Rochette  | 2               | 7           | 6           |  |  |                  |                  |                |                |                |   |   |              | Maxime Teixeira | Maxime Teixeira | 6(1)         | 1            |  |
|  | Matteo Trevisan | Matteo Trevisan   | 0               | 2           | r           |  |  |                  |                  | 7              | Stéphane Bohli | Stéphane Bohli | 7 | 6 |              |                 |                 |              |              |  |
|  | João Sousa      | João Sousa        | 6               | 3           |             |  |  |                  | João Sousa       | João Sousa     | 65             | 2              |   |   |              |                 |                 |              |              |  |
|  |                 | Ivo Minář         | 1               | 6           | 2           |  |  | 7                | Stéphane Bohli   | Stéphane Bohli | 7              | 6              |   |   |              |                 |                 |              |              |  |
|  | 7               | Stéphane Bohli    | 6               | 3           | 6           |  |  |                  |                  |                |                |                |   |   |              |                 |                 |              |              |  |